# Душан А. Јањић
Душан А. Јањић (Скопље, 3. децембар 1937) српски је романист, професор, историчар књижевности и културе, лингвиста, преводилац, публициста. Живи и ради у Лесковцу.

## Биографија
Рођен је 3. децембра 1937. у Скопљу, а од 1939. године живи у Лесковцу. Оба родитеља су му такође родом из Лесковца. Отац Александар био је трговац гвожђем до 1948, затим банкарски чиновник, а мајка Василија, домаћица. Основну школу и Гимназију завршио је у Лесковцу. Дипломирао је, магистрирао (тема „Позориште Рожеа Мартена ди Гара“ - 1976) и докторирао на Филолошком факултету у Београду (тема „Југословенске књижевности у француским књижевним часописима после Другог светског рата“ - 1986). Ванредно је завршио је и Правни факултет у Нишу. Усавршавао се у Француској, на универзитетима у Паризу, Греноблу и Безансону. Од 1979. до 1980. усавршавао се на институту BELC у Паризу. Као професор, предавао је на универзитетима у Нишу и Приштини. Објавио је 14 књига (уџбеника, монографија, студија, збирки огледа) и више од 200 текстова у периодици. Бави се и преводилаштвом. Учесник је бројних научних скупова у земљи и иностранству.
Био је члан уредништва часописа „Наше стварање“, „Освит“, „Помак“ (одговорни уредник), „Лесковачки зборник“. Оснивач је и главни и одговорни уредник двојезичног часописа „Алијанса - Alliance“. Члан је Удружења књижевника Србије, Међународног друштва пријатеља Рожеа Мартена ди Гара и др. Био је председник Друштва Србија-Француска у Лесковцу и Удружења писаца Лесковца.
За свој научни, стручни и културни рад добио је више признања, међу којима су и „Златна франкороманистика“, француско одликовање „Витез реда Академских Палми“, књижевна награда „Николај Тимченко“.

## Објављена дела
Поред једног средњошколског, три универзитетска уџбеника, студије на француском језику из примењене лингвистике објављене на институту BELC, у коауторству (1980), Душан Јањић је објавио и следеће књиге:
- Француска библиографија о српској и хрватској народној поезији (са Михаилом Павловићем) (1995)
- Књижевни поводи (2002), огледи и записи о француским писцима
- Француски клуб у Лесковцу 1919—1941 (2006), обрађује историјат Друштва пријатеља Француске, које је било веома активно између два светска рата и у чијем су се раду истакли многи лесковачки интелектуалци[5]
- Позориште Рожеа Мартена ди Гара (2006)
- Клуб љубитеља филма (2011), чланци и записи о филму[6][2]
- Књижевна преплитања (2011), огледи и записи о француско-српским књижевним везама[7]
- Језички огледи (1912), књига о изучавању страних језика, у првом реду француског. Састоји се од текстова написаних током пишчевог вишегодишњег бављења примењеном лингвистиком и лингвометодиком[3][8]
- У европском видокругу (2013), огледи и записи о рецепцији српске књижевности у свету[9]
- Видови француске књижевности (2013),огледи и записи о француским писцима